# John King Jr.
John B. King Jr. (New York, 5 gennaio 1975) è un politico statunitense, segretario all'istruzione durante la presidenza Obama dal 2016 al 2017.